# 中国船舶集团
中国船舶集团有限公司（英語： China State Shipbuilding Corporation Limited，缩写作 CSSC），简称中国船舶集团，是中华人民共和国一家主要從事造船、修船、船舶裝備、船舶技術開發、貨物及技術的進出口業務的特大型中央企业。

## 历史

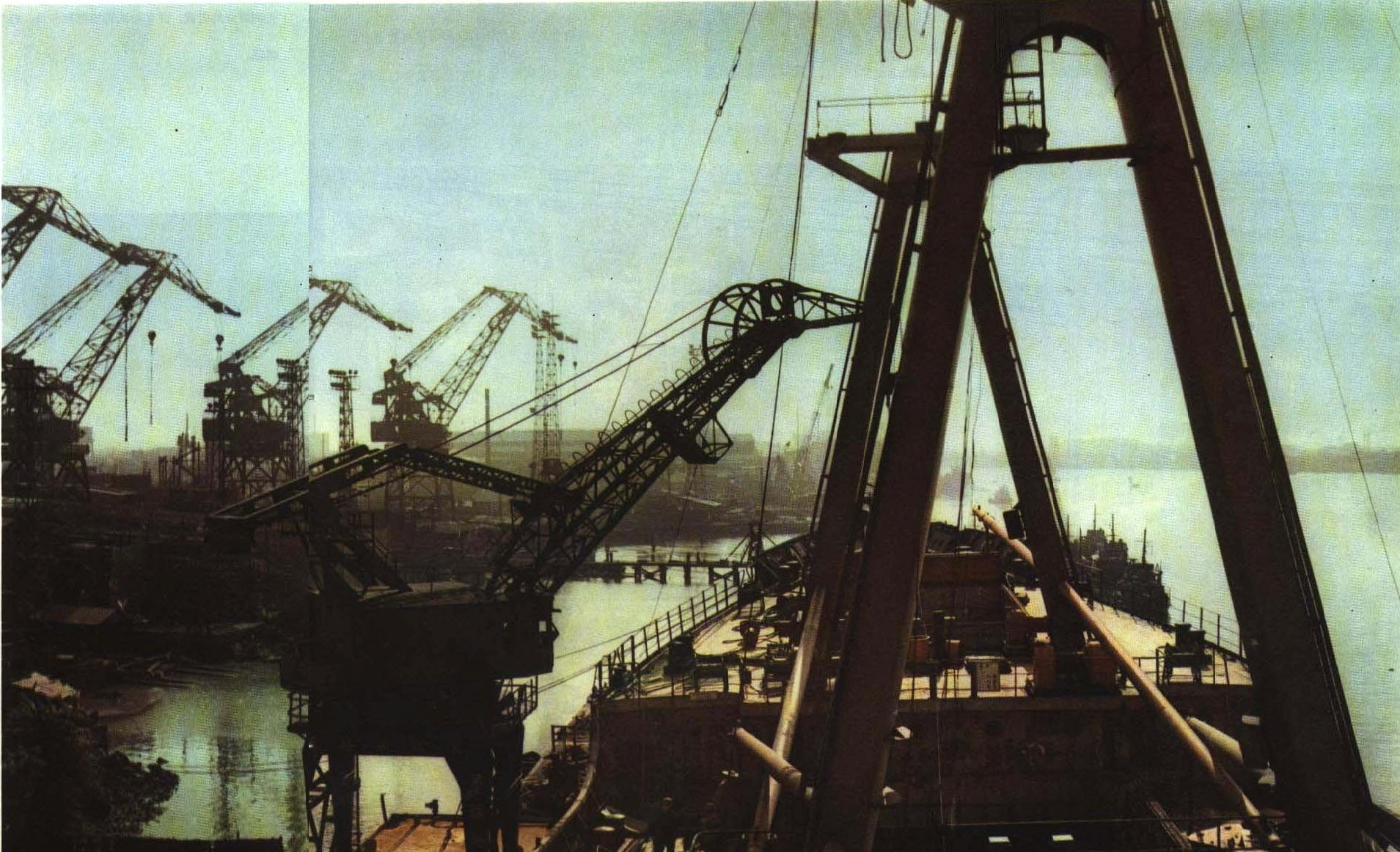
1965年的江南造船厂

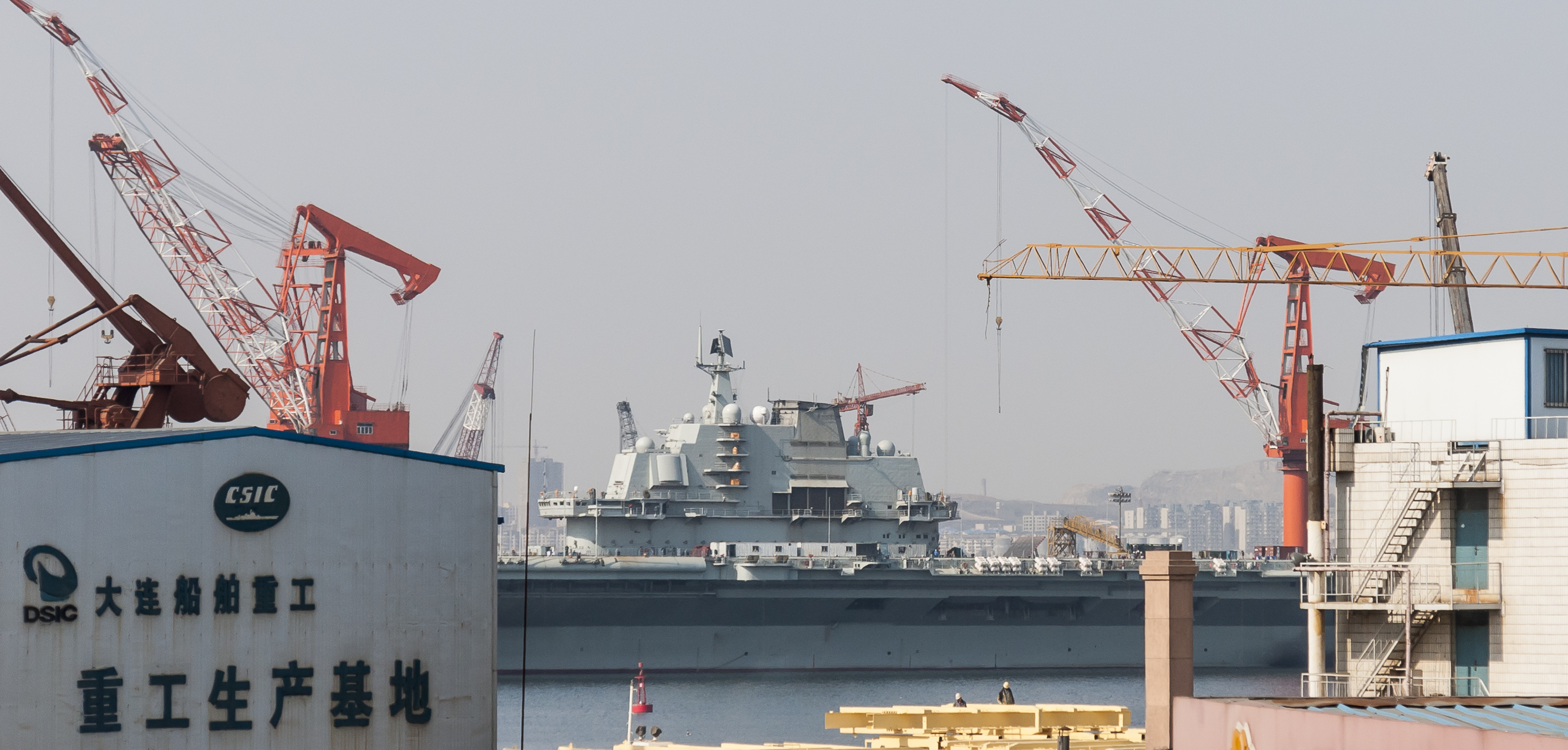
辽宁号航空母舰与前景的大连船舶重工重工生产基地招牌。

1950年10月，设立中央人民政府重工业部船舶工业局，负责船舶工业生产经营与行政管理。1953年1月，重工部的机器工业、船舶工业、航空工业管理职责分出，组建中央人民政府第一机械工业部，该局相应调整为第一机械工业部船舶工业管理局。1954年，中央人民政府第一机械工业部改名为中华人民共和国第一机械工业部，一机部仍设船舶工业管理局，1958年，改名为第一机械工业部第九工业管理局。
1960年9月，原属一机部的国防工业领域航空、兵器、坦克、电子、造船工业管理职责划归新组建的中华人民共和国第三机械工业部，该局改为第三机械工业部第九工业管理局。1960年12月，升格为第三机械工业部第九工业管理总局。1963年9月，中央决定，组建中华人民共和国第六机械工业部，作为主管造船工业的国务院组成部门。
1982年5月4日，中华人民共和国第六机械工业部所属全部138个企事业单位和中华人民共和国交通部所属15个大中型修造船企事业单位合并组建中国船舶工业总公司。合并后，中国船舶工业总公司是国务院领导下相当于正部级的全国性专业公司，下辖修造船厂26个、船用配套厂66个、事业单位61个，全公司职工30万人。
1999年7月1日，中国船舶工业实施重大改组，中国船舶工业总公司被拆分为中国船舶工业集团公司（CSSC，简称中船集团、南船）和中国船舶重工集团公司（CSIC，简称中船重工、北船）两大独立经济实体。其中，武汉在内长江以北的造船工业（船舶总装、科研院所及一些非船业务）归属中船重工，长江以南的船舶总装资产划归中船集团。
2017年9月，国务院国资委主任肖亚庆在国新办发布会上回答记者有关“南船和北船会否兼并”的提问时说，任何情况都有可能发生。2019年7月1日晚，南船、北船下属的8家上市公司均发布公告，于7月1日接到控股股东通知，中国船舶重工集团有限公司与中国船舶工业集团有限公司正在筹划战略性重组，有关方案尚未确定，方案亦需获得相关主管部门批准。2019年10月25日，国务院国有资产监督管理委员会印发《关于中国船舶工业集团有限公司和中国船舶重工集团有限公司重组的通知》（国资发改革〔2019〕100号），经报国务院批准，中国船舶工业集团有限公司与中国船舶重工集团有限公司实施联合重组，组建中国船舶集团有限公司。同日，中共中央组织部宣布了新成立的中国船舶集团主要领导任命。2019年11月26日，中国船舶集团有限公司在北京正式成立。
2020年4月22日，中国船舶与卡塔尔石油公司签署“中国船舶—卡塔尔石油液化天然气（LNG）船建造项目”协议，所涉订单总金额超过200亿元人民币。这是截至當時中国船企承接的金额最大的造船出口订单。
2020年11月，美國總統第13959號行政命令禁止所有美国投资者（包括机构投资者和散户投资者）购买或投资美国政府认定为“共产党中国军队公司”的公司的证券，其中包含中國船舶集團。
2021年12月24日，中国船舶宣布将总部迁往上海市。同時中国海洋工程装备技术发展有限公司、中国船舶集团海舟系统技术有限公司也落户上海。

## 组织架构
根据有关规定，中国船舶集团设置（控股）下列机构（企业）：

### 内设机构
- 办公厅
- 科技委员会办公室
- 董事会办公室
- 政策法规部
- 战略规划部
- 经营管理部
- 人力资源部
- 财务金融部
- 科技部
- 军工部
- 船舶海工部
- 产业发展部
- 质量安全部
- 审计部
- 纪检监察部、巡视工作办公室
- 党群工作部（企业文化部）
- 离退休工作部

### 直属（控股）企业
- 中国船舶重工集团
- 中国船舶重工集团动力股份有限公司
- 中国船舶工业股份有限公司
- 中船海洋与防务装备股份有限公司
- 中国船舶重工集团海洋防务与信息对抗股份有限公司
- 中国船舶重工集团应急预警与救援装备股份有限公司
- 中船科技股份有限公司
- 湖北久之洋红外系统股份有限公司
- 船舶信息研究中心
- 大连测控技术研究所
- 广州船舶及海洋工程设计研究院
- 杭州应用声学研究所
- 邯郸净化设备研究所
- 华中光电技术研究所
- 哈尔滨船舶锅炉涡轮机研究所
- 江苏自动化研究所
- 九江精密测试技术研究所
- 昆明船舶设备研究试验中心
- 洛阳船舶材料研究所
- 南京船舶雷达研究所
- 西安精密机械研究所
- 上海船舶设备研究所
- 上海船用柴油机研究所
- 上海船舶电子设备研究所
- 上海船舶研究设计院
- 上海瑞舟房地产发展有限公司
- 上海瑞苑房地产开发有限公司
- 天津航海仪器研究所
- 武汉船用电力推进装置研究所
- 武汉数字工程研究所
- 武汉第二船舶设计研究所
- 武汉船舶通信研究所
- 宜昌测试技术研究所
- 扬州船用电子仪器研究所
- 中国舰船研究院
- 中国舰船研究设计中心
- 中国船舶科学研究中心
- 中国船舶及海洋工程设计研究院
- 中国船舶工业系统工程研究院
- 中国船舶工业综合技术经济研究院
- 中国船舶工业集团公司第十一研究所
- 中船动力研究院有限公司
- 中船第九设计研究院工程有限公司
- 中船勘察设计研究院有限公司
- 郑州机电工程研究所
- 安庆中船柴油机有限公司
- 北京长城电子装备有限责任公司
- 渤海船舶重工有限责任公司
- 渤海造船厂集团有限公司
- 重庆川东船舶重工有限责任公司
- 重庆红江机械有限责任公司
- 重庆江增船舶重工有限公司
- 重庆齿轮箱有限责任公司
- 重庆华渝电气集团有限公司
- 重庆长征重工有限责任公司
- 重庆清平机械有限责任公司
- 重庆前卫科技集团有限公司
- 大连船舶重工集团有限公司
- 大连船用阀门有限公司
- 大连船用推进器有限公司
- 风帆集团有限责任公司
- 广船国际有限公司
- 广州造船厂有限公司
- 河北汉光重工有限责任公司
- 湖北华舟重工有限责任公司
- 沪东中华造船（集团）有限公司
- 沪东重机有限公司
- 华联船舶有限公司
- 河南柴油机重工有限责任公司
- 海鹰企业集团有限责任公司
- 江南造船（集团）有限责任公司
- 九江海天设备制造有限公司
- 九江中船消防设备有限公司
- 江西中船航海仪器有限公司
- 江西朝阳机械有限公司
- 昆明船舶设备集团有限公司
- 南京中船绿洲机器有限公司
- 上海外高桥造船有限公司
- 上海船厂船舶有限公司
- 上海江南造船厂
- 沈阳辽海装备有限责任公司
- 陕西柴油机重工有限公司
- 山西江淮重工有限责任公司
- 山西汾西重工有限责任公司
- 山西平阳重工机械有限责任公司
- 天津新港船舶重工有限责任公司
- 天津修船技术研究所
- 武昌船舶重工集团有限公司
- 武汉船用机械有限责任公司
- 武汉重工铸锻有限责任公司
- 宜昌江峡船用机械有限责任公司
- 中国船舶重工集团大连船舶工业有限公司（集团）
- 中国船舶重工集团西安船舶工业有限公司
- 中船重工西安东仪科工集团有限公司
- 中国船舶重工集团公司热加工工艺研究所
- 中国船舶重工集团武汉船舶工业有限公司
- 中国船舶重工集团柴油机有限公司
- 中船重工中南装备有限责任公司
- 中船重工海声科技有限责任公司
- 中国船舶重工集团重庆船舶工业有限公司
- 中船重工重庆液压机电有限公司
- 中国船舶重工集团衡远科技有限公司
- 中国船舶重工集团长江科技有限公司
- 中国船舶重工集团重庆海装风电股份有限公司
- 中国船舶重工集团天津船舶工业有限公司
- 中国船舶重工集团国际工程有限公司
- 中国船舶重工国际贸易有限公司
- 中船重工远舟（北京）科技有限公司
- 中船重工财务有限责任公司
- 中船重工科技投资发展有限公司
- 中船重工船舶设计研究中心有限公司
- 中船重工物资贸易集团有限公司
- 中国船舶重工集团新能源有限责任公司
- 中国船舶重工集团环境工程有限公司
- 中国船舶重工集团资本控股有限公司
- 中国船舶重工集团衡远科技有限公司
- 中国船舶重工集团公司技术档案馆
- 淄博火炬能源有限责任公司
- 中船重工（北京）科研管理有限公司
- 中国船舶资本有限公司
- 中船重工资产经营管理有限公司
- 中船重工物业管理有限公司
- 中船重工传媒文化（北京）有限公司
- 中船上海船舶工业有限公司
- 中船工业成套物流有限公司
- 中船广州船舶工业有限公司
- 中船澄西船舶修造有限公司
- 中船黄埔文冲船舶有限公司
- 中船澄西船舶（广州）有限公司
- 中船广西船舶及海洋工程有限公司
- 中船桂江造船有限公司
- 中船西江造船有限公司
- 中船九江海洋装备（集团）有限公司
- 中船动力有限公司
- 中船电子科技有限公司
- 中船航海科技有限责任公司
- 中船华南船舶机械有限公司
- 中船重型装备有限公司
- 中船海洋装备创新园区投资有限公司
- 中船海洋动力技术服务有限公司
- 中国船舶工业贸易公司
- 中船财务有限责任公司
- 上海卢浦大桥投资发展有限公司
- 中国船舶（香港）航运租赁有限公司
- 中船投资发展有限公司

### 直属事业单位
- 中国船舶报社
- 中国船舶工业机关服务中心
- 中国船舶工业离退休干部局

## 业务
合并前，中船集团注册资金320亿元，拥有上市公司3家、境外机构8家、二级单位40余家（其中科研院所28家）。中船重工总资产5002亿元人民币，拥有上市公司5家、境外机构18家、二级成员单位95家（其中二级企业66家、科研院所29家），员工17万人。
联合重组后，中国船舶集团拥有中国重工（上交所：601989）、中国海防（上交所：600764）、久之洋（深交所：300516）、中国动力（上交所：600482）、中国应急（深交所：300527）、中船防务（上交所：600685）、中船科技（上交所：600072）、中国船舶（上交所：600150）等8家上市公司。澎湃新闻报道指，北船偏军工生产，南船民品居多。南北船当年分拆的大背景是国务院机构改革，目的是解决政企分开的问题，同时建立适度竞争机制，以利于企业搞活等目标的实现，但近年来两家公司布局的交叉地带增多、全球船舶行业进入产能过剩阶段，合并清理南北船重合业务、减内耗、去产能，提升整体在海外市场的竞争力等考量开始占据上风。中国经营网认为，长期以来，“南船”侧重船舶制造，“北船”侧重船舶设计和配套，“两船”合并有利于船舶行业的结构调整，淘汰低端落后与过剩产能，同时优化国有资本布局，减少无效竞争和重复建设问题，提升船舶业的国际竞争力。

## 外部鏈接
- 中国船舶集团有限公司（页面存档备份，存于）